# Baróthy László
Baróthy László (Nagyvárad, 1821. – Nagyvárad, 1885. november 24.) magyar honvédőrnagy, ügyvéd, köztisztviselő.

## Élete
Vagyontalan nemesi családból származott. A nagyváradi jogakadémián végzett, ezután köz- és váltóügyvédi munkakörben dolgozott Nagyváradon. Bekapcsolódott az 1848-49-es magyar szabadságharcba, 1848. augusztus 19-től az 1. bihari nemzetőr-zászlóaljban századosi beosztásban teljesített szolgálatot, részt vett a délvidéki harcokban. November 24-től százados, 1849. április 24-től őrnagy, majd zászlóaljparancsnok az 55. honvédzászlóaljban. 1849. július 20-án a cári csapatok a Vöröstoronyi-szoros őrségével a Havasalföldre szorították, a törökök előtt tette le a fegyvert. A megtorlások elől Törökországban telepedett le, majd Szírián át az Egyesült Államokba emigrált, több helyen megfordult, 1852. március 30-án azon emigráns magyar férfiak (Albert Anzelm, Árvai László, Fiala János, Hollán Hugó, Nemegyei Bódog stb.) közt volt, akik a New Orleans-ban fél körben körülvették védelmezően – kezüket kardjuk markolatán tartva – Kossuth Lajost, amíg szónokolt, köztudomású, hogy csak a déli rabszolgatartó államokban volt rideg Kossuth Lajos fogadtatása. Baróthy Davenportban (Iowa), majd Omahában élt. 1858-ban tért haza Nagyváradra, ahol ügyvédként, majd takarékpénztári hivatalnokként működött. Az 1867-es kiegyezés után belépett a honvédegyletbe. Nyugalmazott takarékpénztári hivatalnokként hunyt el 1885. november 24-én délelőtt 10 1/2 órakor, életének 66., házasságának 31. évében tüdőbajban. Felesége Müller Mária volt.